# Blang Lileue
Blang Lileue is een bestuurslaag in het regentschap Pidie van de provincie Atjeh, Indonesië. Blang Lileue telt 506 inwoners (volkstelling 2010).